# ŽNL Šibensko-kninska 2008./09.
Ovaj članak je podtema članka: 5. rang HNL-a 2008./09.

ŽNL Šibensko-kninska u sezoni 2008./09. je predstavljala jedinu županijsku ligu u Šibensko-kninskoj županiji, te ligu petog stupnja hrvatskog nogometnog prvenstva. 
 
Sudjelovalo je pet klubova, a prvak je bio klub "Rudar" iz Siverića.  

## Sustav natjecanja
Pet klubova je igralo trokružnu ligu (15 kola, 12 utakmica po klubu). 

## Sudionici
- Janjevo – Kistanje
- Mihovil – Šibenik
- Mladost – Tribunj
- Rudar – Siverić, Drniš
- Zrinski – Kijevo

## Ljestvica
| Poz. | Momčad           | U  | P | N | I  | G+ | G– | G+/– | Bod. | Nastavak natjecanja ili ispadanje |
| ---- | ---------------- | -- | - | - | -- | -- | -- | ---- | ---- | --------------------------------- |
| 1.   | Rudar (P)        | 12 | 9 | 1 | 2  | 30 | 16 | +14  | 28   | 4. HNL – Jug – ŠK/ZD              |
| 2.   | Mladost Tribunj  | 12 | 8 | 3 | 1  | 33 | 14 | +19  | 27   |                                   |
| 3.   | Zrinski Kijevo   | 12 | 6 | 0 | 6  | 29 | 22 | +7   | 18   |                                   |
| 4.   | Janjevo Kistanje | 12 | 4 | 1 | 7  | 22 | 32 | −10  | 13   |                                   |
| 5.   | Mihovil          | 12 | 0 | 1 | 11 | 10 | 40 | −30  | 1    |                                   |

## Rezultatska križaljka
| kratica | klub             | JANJ | MIH | MLA | RUD | ZRI |
| --- | ---------------- | ---- | --- | --- | --- | --- |
| JANJ | Janjevo Kistanje |      |     |     |     |     |
| MIH | Mihovil Šibenik  |      |     |     |     |     |
| MLA | Mladost Tribunj  |      |     |     |     |     |
| RUD | Rudar Siverić    |      |     |     |     |     |
| ZRI | Zrinski Kijevo   |      |     |     |     |     |
| |                  |      |     |     |     |     |
| podebljan rezultat - utakmice od 1. do 5. kola, te od 11. do 15. kola (1. i 3 utakmica između klubova) rezultat normalne debljine - utakmice od 6. do 10. kola (2. utakmica između klubova) rezultat nakošen - nije vidljiv redoslijed odigravanja međusobnih utakmica iz dostupnih izvora rezultat nakošen i smanjen * - iz dostupnih izvora nije uočljiv domaćin susreta prekrižen rezultat - poništena ili brisana utakmica p - utakmica prekinuta 3:0 p.f. / 0:3 p.f. - rezultat 3:0 bez borbe |                  |      |     |     |     |     |

 Izvori: 